# Symfonie nr. 4 (Mozart)
Symfonie nr. 4 in D majeur, KV 19, is een symfonie van Wolfgang Amadeus Mozart. Hij schreef het stuk in 1765 in Londen op 9-jarige leeftijd tijdens de Europese tour van de familie Mozart.

## Orkestratie
De symfonie is geschreven voor:
- Twee hobo's.
- Twee hoorns in D.
- Strijkers.

## Delen

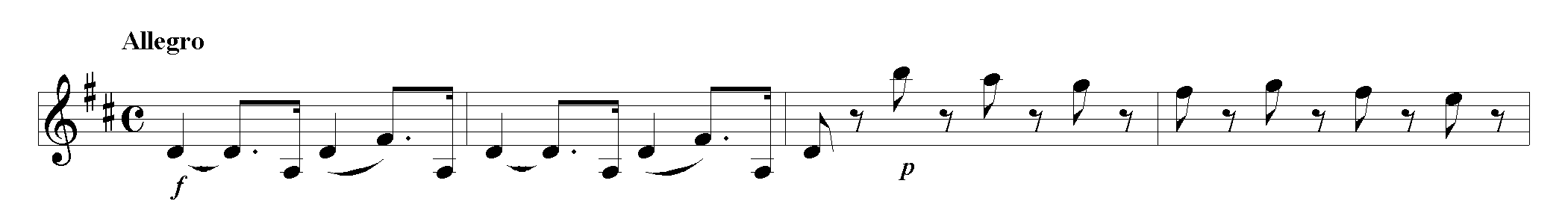
Allegro

De symfonie bestaat uit drie delen:
1. Allegro, 4/4
2. Andante, 2/4
3. Presto, 3/8